# Naseby
Naseby è un paese di 525 abitanti della contea del Northamptonshire, in Inghilterra.

## Storia
Il nome di Naseby è ricordato a causa della battaglia decisiva combattuta il 14 giugno 1645 nell'ambito della guerra civile inglese. La battaglia vide impegnate le forze realiste guidate dal principe Rupert e dal re Carlo I Stuart, contro l'esercito parlamentare guidato da Oliver Cromwell e Thomas Fairfax. L'esercito parlamentare, nettamente superiore e meglio organizzato, ebbe la meglio sui realisti.